# サランタ・コロネス

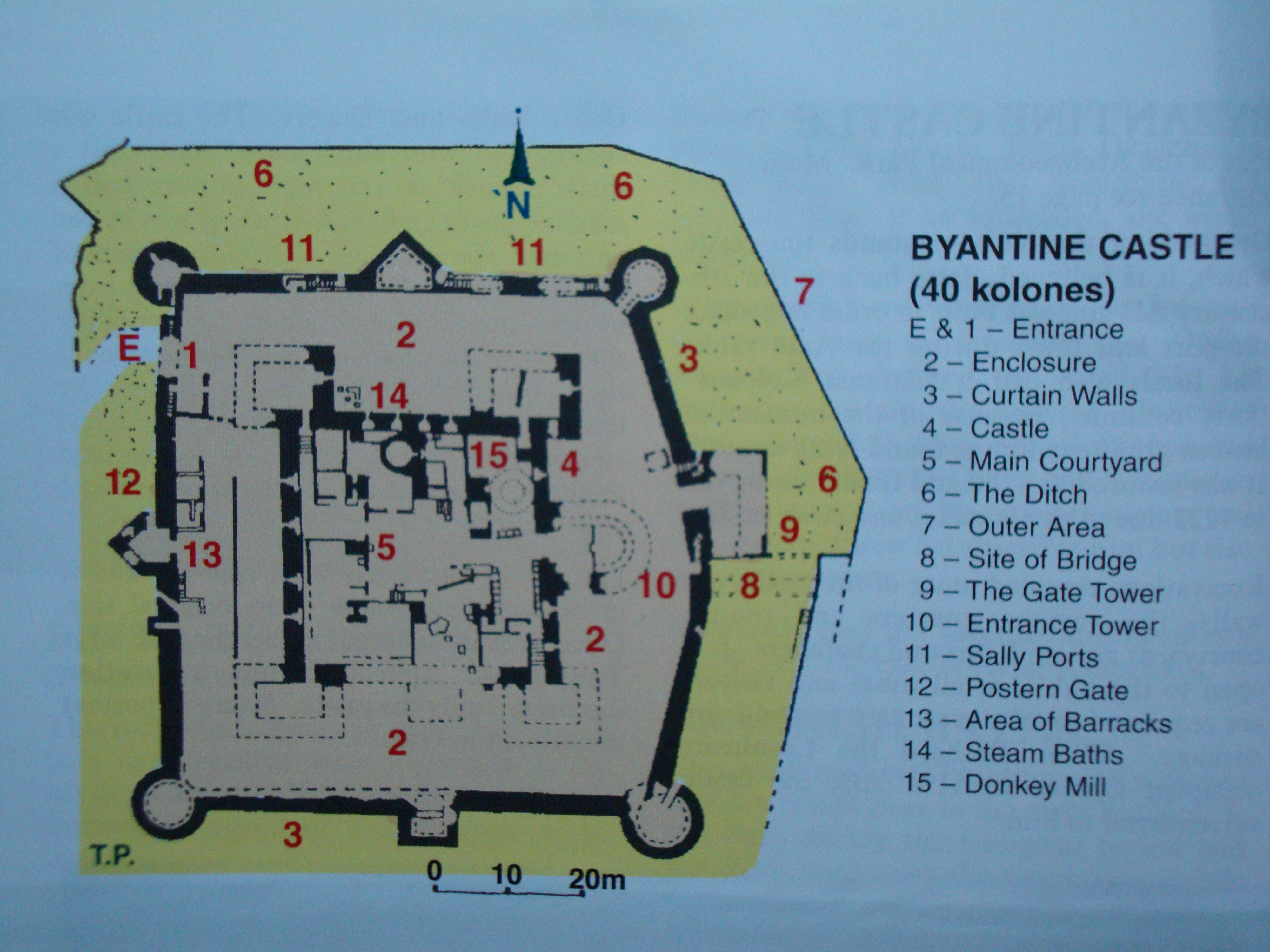
平面図

サランタ・コロネス（ギリシア語: Σαράντα Κολόνες，英語: Saranta Kolones）はキプロス（南キプロス） パフォスのカト・パフォス地区にある城塞跡。パフォス港の北に位置し、現在のパフォス考古学公園内にある。
日本語やアルファベットでサランダ・コロネス（Saranda Kolones）と表記されることもあるが、ギリシア語を単純に転記した表記は記事名のサランタ・コロネス（ギリシア語: Σαράντα Κολόνες, Salanta Kolones）である。
「サランタ・コロネス」とは「40本の柱」という意味であり、かつてのアゴラ跡から持ち込まれて城塞の建築に使われた花崗岩の円柱のことを指している。サランタ・コロネス城はビザンティン時代の7世紀末に、港とネア・パフォスの市街地をアラブの脅威から守るために建てられた。四隅に大きな塔を持ち、その間を厚さ3mの壁で囲った方形の城で、4辺の外周壁の中間には小さめの塔も建てられていた。城塞の周囲は堀が巡らされており、城へ渡る木造の橋があったと考えられている。外周壁で囲まれた土地に、さらに一辺35mの正方形の内周壁（キープ）が築かれ、これにも四隅の塔が造られていた。内周壁の入口は東側の馬蹄形の塔であった。
サランタ・コロネス城は1222年の地震で倒壊し打ち捨てられ、約500m南に位置するパフォス港の突端にパフォス城が新たに造られた。サランタ・コロネス城は現在は廃墟である。

## 現地へのアクセス
- カト・パフォス バスターミナルの北西 約200m, パフォス考古学公園内にある